# Maltahöhe
Maltahöhe is een plaats in de zuidelijk-centraal gelegen regio Hardap van Namibië. Maltahöhe ligt ongeveer 1348 meter boven zeeniveau, ongeveer 110 km ten westen van Mariental, de hoofdstad van Hardap. In Maltahöhe wonen ongeveer 6.000 mensen (schatting 2010) in een gebied van 17.000 hectare langs de Hudup-rivier. 
De plaats dankt haar naam aan Henning von Burgsdorff, die namens Duitsland het koloniale beheer uitvoerde in het dorp. De plaats vernoemde hij naar zijn vrouw Malta.

## Verkeer en vervoer
Maltahöhe is gelegen aan de wegen C-14, C-19 en de D-816. Ook is er een treinstation van het staatsbedrijf TransNamib.

## Geschiedenis
In 1895 werd Maltahöhe gesticht door Henning von Burgsdorff. Destijds was Namibië nog onder het bewind van de Duitsers, die het land Duits-Zuidwest-Afrika noemden. Na het Duitse koloniale tijdperk kreeg het dorp meer toerisme en werd het als een mooi doorreispunt beschouwd naar populaire bestemmingen als de Sossusvlei, de Solitaire en het Duwisib-kasteel. 
In 1907 werd het Maltahöhe Hotel gebouwd. Dit hotel bestaat nog steeds en is het oudste hotel van Namibië.